# Brigitte Köck
Brigitte „Gitti“ Köck (* 18. Mai 1970 in Innsbruck, Tirol) ist eine ehemalige österreichische Snowboarderin und Olympiamedaillengewinnerin.
Köck gewann in Nagano 1998 mit der Bronzemedaille im Parallel-Riesenslalom die erste Snowboardmedaille bei Olympischen Spielen für Österreich. Bei den Snowboard-Weltmeisterschaften der International Snowboarding Federation eroberte sie 1997 den zweiten Rang im Parallel-Slalom hinter der Deutschen Sandra Farmand und in den Jahren 1999 und 2000 jeweils den dritten Platz im BoarderCross bzw. Parallel-Slalom. Im Weltcup kam die Tirolerin insgesamt auf 45 Podestplätze. Nach der Saison 2001/02 beendete sie ihre Karriere.

## Auszeichnungen
- Goldenes Verdienstzeichen für Verdienste um die Republik Österreich (1998)